# Sneakerfetisjisme

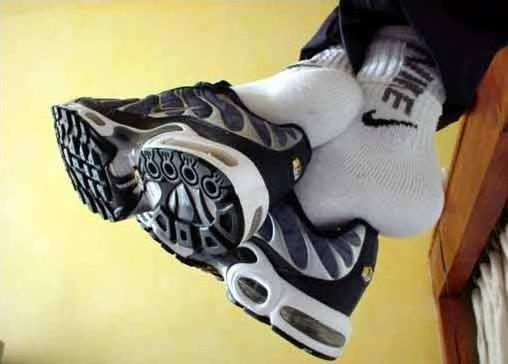
Sneakers

Sneakerfetisjisme (Engels: sneaker fetish) is in de ruimste zin het aangetrokken zijn tot sneakers oftewel sportschoenen. Dit hoeft niet per definitie seksueel genot te zijn, maar het is er vaak mee verbonden. Het is een soort retifisme.
Deze specifieke vorm van seksueel fetisjisme komt hoofdzakelijk (maar niet exclusief) voor bij homoseksuele mannen, maar ook heteromannen kunnen een sneakerfetisj hebben. In landen als Frankrijk en Duitsland worden er onder andere party's en bijeenkomsten georganiseerd waar deze fetisj centraal staat. Maar ook in Vlaanderen en Nederland bestaat er een scene van sneakerfetisjisten.
De sneakerfetisjist raakt opgewonden wanneer hij - in gedachten, via allerlei media, of in het echt - geconfronteerd wordt met het beeld van sneakers. Er bestaat dan ook veel pornografie specifiek gericht op deze fetisj.
De Nike Air Max-sportschoen is een van de populairste sneakers bij sneakerfetisjisten. Daarnaast zijn ook andere sneakers van Nike en bijvoorbeeld in Duitsland allerlei skatersneakers populair.
Naast de sneakers zijn vaak ook de sokken, vaak zijn dat  witte sportsokken, onderwerp van de fetisj.
Voor heel wat sneakerfetisjisten is geur een bijzonder belangrijk aspect. Sneakers en sokken die veel gedragen worden, krijgen een specifieke geur die voor een sneaker fetisjist erg opwindend is.

## Vormen van sneakerfetisjisme
Sneakerfetisjisme uit zich in diverse vormen waarbij dient opgemerkt te worden dat deze niet door alle sneakerfetisjisten worden bedreven:
- Worship - hierbij worden de sneakers van een ander aanbeden, vaak door het likken met de tong
- Sniffing - deze veelvoorkomende activiteit houdt in dat men de geur van de eigen of andermans sneakers en/of sokken opsnuift om opgewonden te geraken
- Stomping - het stampen met de sneakers op voorwerpen of voedingswaren
- Trampling - de dominante partner gaat op de onderdanige partner staan met zijn sneakers
- Feeding - de onderdanige eet voedingswaren vanaf de zolen van de dominante partner zijn sneakers
- Swapping - het ruilen van sneakers

Ook seks met sneakers behoort tot de uitingen.
In sommige gevallen is er een connectie met de verschijningsvormen van sadomasochisme.
Het dragen van sneakers wordt vaak gecombineerd met sportkledij of jeans.
Op het internet zijn tal van websites, blogs, forums en online gemeenschappen te vinden die zich specifiek richten op het sneakerfetisjisme.